# Ají panca
El ají panca, también llamado ají especial,  o chile rojo peruano[cita requerida], es un cultivar de Capsicum chinense (un tipo de ají) que se cultiva en el Perú, aunque también se suele asociar al Capsicum baccatum. Se considera uno de los ajíes más utilizados en la cocina peruana.

## Descripción
Comúnmente se cultiva en la costa del Perú y mide de 8 a 13 centímetros de largo y de 2.5 a 3 de ancho. Tiene carne gruesa y tonos afrutados, se vuelve rojo intenso a borgoña cuando está maduro. Un personaje del cuento El caballero Carmelo de Abraham Valdelomar, «el Ajíseco» es llamado así por su plumaje colorado. Es comúnmente secado al sol en las granjas y se vende seco, en polvo o en forma de pasta. Es muy suave y se considera que no es tan picante si se han quitado las venas y se despepita, pero en su lugar se usa por su sabor y color.

## Uso gastronómico
El ají panca es un elemento indispensable en muchos platos de la gastronomía peruana, como por ejemplo, en los picantes y chupes, en anticuchos, en el adobo, en escabeches, en la carapulcra, en la pachamanca, en la parihuela, en la chanfainita, entre otros.
El ají panca también se utiliza en Ecuador, principalmente en forma de polvo, y es un ingrediente importante en la gastronomía del país, como parte de aderezos, sopas y salsas. 